# Wildwood Kitchen

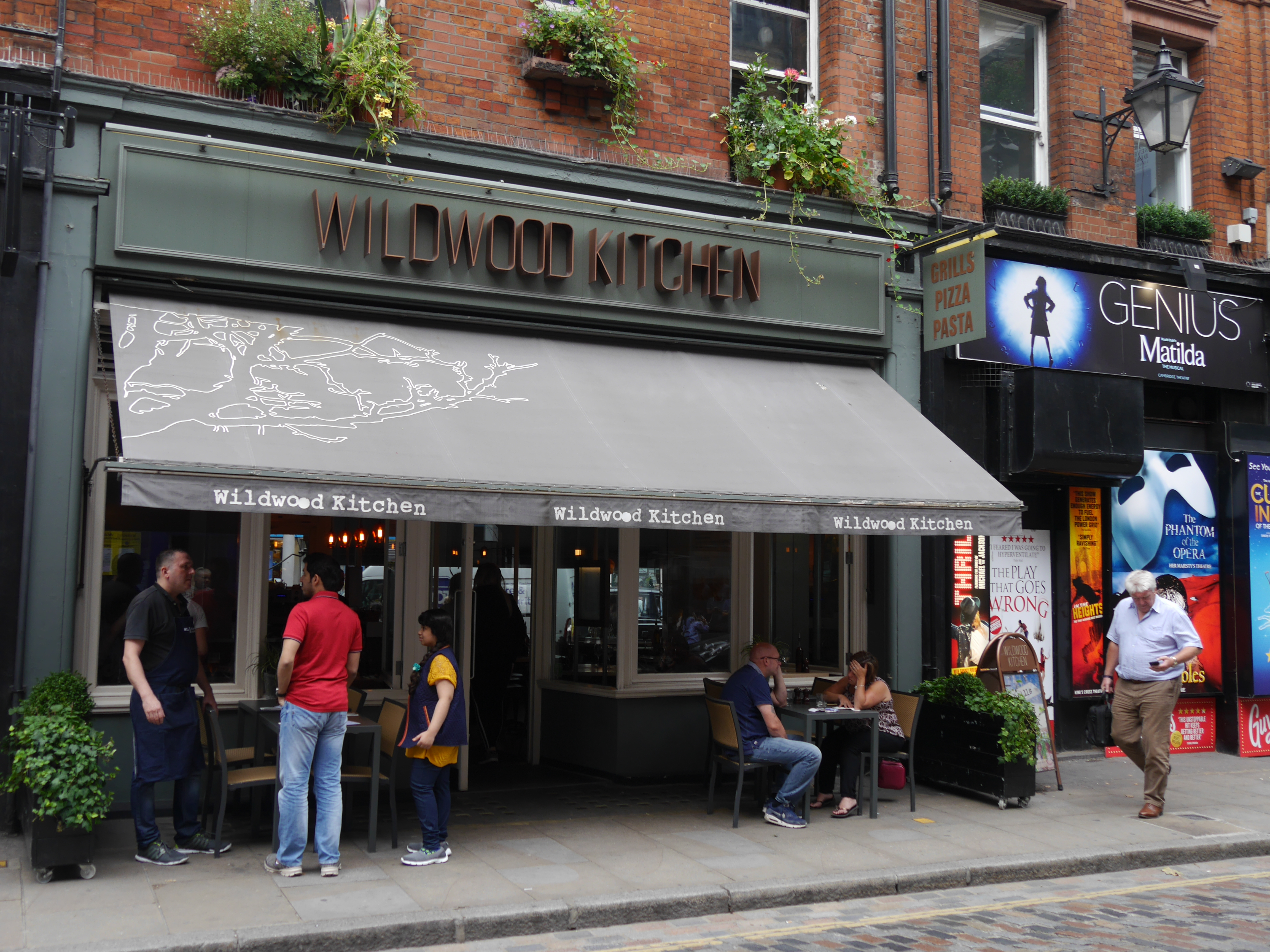
Wildwood Kitchen, Монмут-стріт, Ковент-Гарден

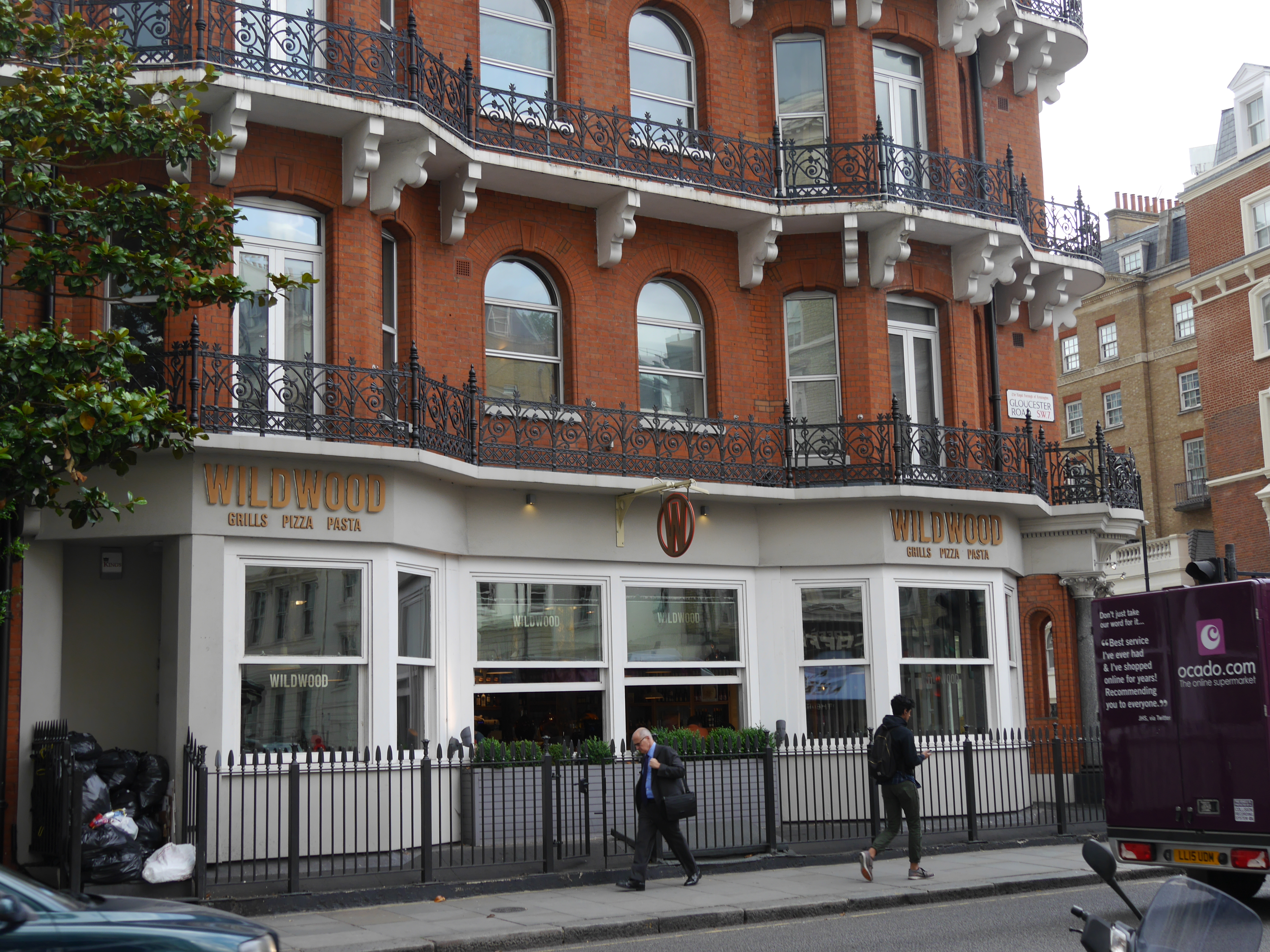
Wildwood Kitchen, Глочестер-роуд, Лондон, 2016

Wildwood Kitchen — британська мережа кафе, де подають страви італійської кухні, з 12 ресторанами у Великій Британії.
Головний директор мережі - Самуель Кайе, сім'я якої заснувала інші мережі ресторанів, включаючи ASK, Prezzo та Zizzi. Мережа є частиною Tasty Group.